# Vareilles (Saona i Loara)
Vareilles – miejscowość i gmina we Francji, w regionie Burgundia-Franche-Comté, w departamencie Saona i Loara.
Według danych na rok 1990 gminę zamieszkiwały 244 osoby, a gęstość zaludnienia wynosiła 28 osób/km² (wśród 2044 gmin Burgundii Vareilles plasuje się na 668. miejscu pod względem liczby ludności, natomiast pod względem powierzchni na miejscu 1000.).